# Arenocoris fallenii

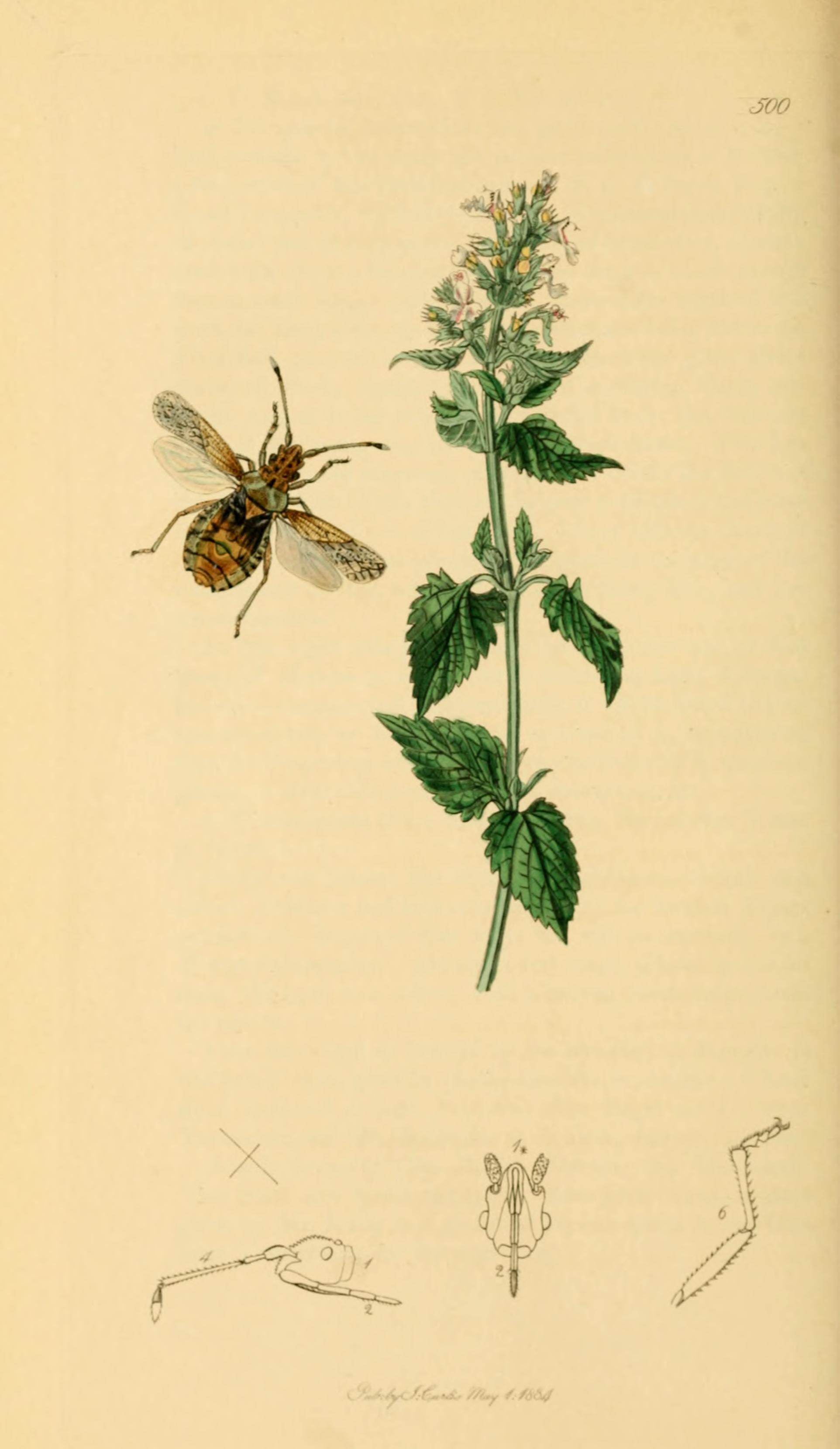
Illustration von John Curtis

Arenocoris fallenii, auch Falléns Sand-Randwanze genannt, ist eine Wanze aus der Familie der Randwanzen (Coreidae).

## Merkmale
Die Wanzen werden 6,3 bis 7,5 Millimeter lang. Sie sind in ihrer Färbung sehr variabel. Gut von ähnlichen Arten unterscheiden kann man die Art anhand ihrer zwei Reihen blasser Dornen am Pronotum, die ein nach hinten geöffnetes V bilden. Außerdem besitzt das dritte Glied der Fühler parallele Seitenränder. Bei der ähnlichen Arenocoris waltlii ist das dritte Fühlerglied nach vorne etwas verdickt.

## Verbreitung und Lebensraum
Die Art ist in der westlichen Paläarktis verbreitet. Sie tritt in ganz Deutschland auf, kann aber lokal fehlen. In Österreich kommt sie im Osten vor. Sie ist insbesondere in trockenen, sandigen Lebensräumen nicht selten. In Großbritannien tritt die Art überwiegend lokal an Sanddünen der Küsten zwischen Norfolk und South Wales auf. Sie ist seit wenigen Jahren auch aus dem Breckland von East Anglia nachgewiesen.

## Lebensweise
Wie auch Arenocoris waltlii ernährt sich Arenocoris fallenii von Gewöhnlichem Reiherschnabel (Erodium cicutarium). Die Überwinterung erfolgt in der trockenen Bodenstreu. Die Paarung erfolgt im Mai; die Eiablage kann sich dann über einen langen Zeitraum erstrecken, sodass von Mitte Juni bis Mitte September Nymphen und Imagines nebeneinander auftreten. Im südlichen Mitteleuropa kann vermutlich in günstigen Jahren auch eine zweite Generation ausgebildet werden. Ansonsten treten die Imagines der neuen Generation ab August auf.

## Belege